# Frederick Theodore Frelinghuysen
Frederick Theodore Frelinghuysen (Millstone, 4 de agosto de 1817 – Newark, 20 de maio de 1885) foi um advogado e político norte-americano do século XIX. Ele serviu como senador pelo estado de Nova Jérsei e também Secretário de Estado dos Estados Unidos durante a presidência de Chester A. Arthur.